# Johan van Hulst

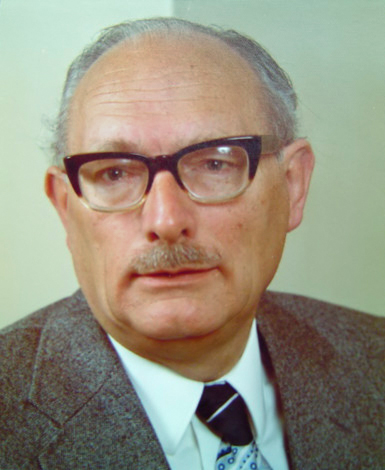
Johan van Hulst (1980)

Johan Wilhelm van Hulst (* 28. Januar 1911 in Amsterdam; † 22. März 2018 ebenda) war ein niederländischer Pädagoge, Politiker und Widerstandskämpfer. Zur Zeit der deutschen Besetzung der Niederlande im Zweiten Weltkrieg war er an der Rettung von rund 600 Kindern aus dem „Kinderhaus“ des Amsterdamer Judensammelplatzes Hollandsche Schouwburg beteiligt.

## Biographie

### Beruflicher und politischer Werdegang

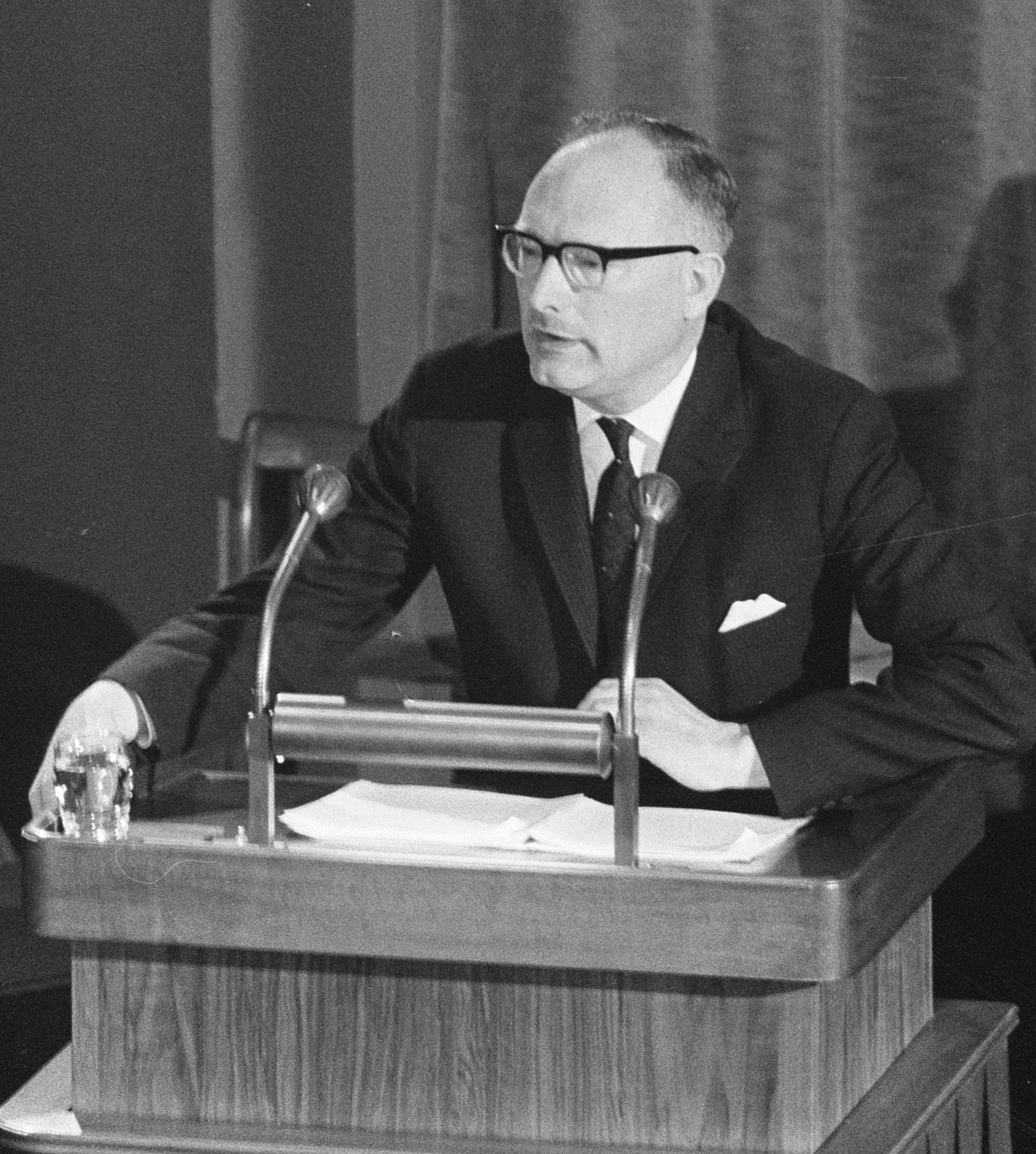
Van Hulst während einer Rede im Parlament (1963)

Johan van Hulst war ein Sohn des Möbelpolsterers Gerrit Gerhardus Jacobus van Hulst und von dessen Frau Geertruida Catharina, geborene Hofman; die Familie war niederländisch-reformiert. Bis 1929 machte er eine Ausbildung zum Lehrer, mit Abschlüssen in Pädagogik und Psychologie.
Von 1929 bis 1936 war van Hulst Lehrer in Oudewater, wo er auch als Kirchenorganist tätig war, und von 1936 bis 1938 in Utrecht. Ab 1938 unterrichtete er an der Hervormde Kweekschool, einer Lehrerausbildungsstätte der protestantischen Reformierten Kirche in Amsterdam, von 1942 bis 1960 war er ihr Direktor. 1961 promovierte er an der Vrije Universiteit Amsterdam. Neben weiteren Tätigkeiten als Dozent und Lehrer war er von 1963 bis 1976 Hochschullehrer an der Universität Amsterdam und für den Ausbau des pädagogischen Bereichs mitverantwortlich. Zudem verfasste er zahlreiche Bücher und hunderte von Aufsätzen. Das letzte Buch von ihm erschien, als er 95 Jahre alt war, und im Alter von 101 Jahren verfasste er einen Beitrag für das Parlaments-Jahrbuch zur Erinnerung an den verstorbenen Politiker und Hochschullehrer Bertus de Rijk.
Von 1929 bis 1980 war van Hulst Mitglied der Christelijk-Historische Unie (CHU) und ab 1980 des Christen-Democratisch Appèl (CDA). Von 1956 bis 1981 war er Mitglied der Ersten Kammer der Generalstaaten, von 1961 bis 1967 von dort abgeordnet als Mitglied des Europaparlaments. Von 1968 bis 1977 war er Fraktionsvorsitzender der CHU in der Ersten Kammer, von 1977 bis 1981 der CDA. Zweimal lehnte er das Angebot ab, einen Ministerposten zu übernehmen, da er Politik eher als ein „Hobby“ ansah.
Einer seiner Schachfreunde, der Politiker Sytze Faber, sagte über van Hulst: „Zijn belezenheid maakt indruk en dat ontgaat hem niet. En hij is inderdaad geen vuurspuwende god van de gereformeerde Olympus;. Milde ironie en humor omhullen hem.“ („Seine Belesenheit macht Eindruck, und das ist ihm bewusst. Tatsächlich ist er kein feuerspeiender Gott des reformierten Olymp. Milde Ironie und Humor umgeben ihn.“)
Johan van Hulst war bis ins hohe Alter geistig aktiv. Er starb 2018 im Alter von 107 Jahren in seiner Heimatstadt Amsterdam. Sein Tod wurde international in den Medien beachtet.

### Retter jüdischer Kinder
Gegenüber der Hervormende Kweekschool, an der Johan van Hulst ab 1938 arbeitete, befand sich das Theater Hollandsche Schouwburg, das ab Juli 1942 von der Zentralstelle für jüdische Auswanderung in Amsterdam unter Leitung von SS-Hauptsturmführer Ferdinand aus der Fünten als Sammelplatz für Juden vor dem Weitertransport in das Durchgangslager Westerbork oder das KZ Herzogenbusch genutzt wurde. Von dort wurden die Menschen in Vernichtungslager deportiert, wo die meisten ermordet wurden.
Im August 1942 musste die Hervormde Kweekschool geschlossen werden, da die deutschen Behörden die finanzielle Unterstützung für diese wie auch für andere christliche Institutionen in den Niederlanden gestrichen hatten und die Lehrer nicht mehr bezahlt werden konnten. Als dies bekannt wurde, kamen Spenden aus dem ganzen Land, so dass der Betrieb der Schule gesichert war.
Im Oktober 1942 wurde neben der Schule ein „Kinderhaus“ für jüdische Kinder bis zum Alter von zwölf Jahren eröffnet, die dort – von ihren Eltern getrennt – bis zu ihrer geplanten Deportation untergebracht waren. Im Zusammenwirken mit dem deutschen Juden Walter Süskind sowie der Leiterin des Kinderhauses Henriëtte Pimentel, die für den Joodsche Rad arbeiteten, und mehreren Widerstandsgruppen gelang es van Hulst, der nach eigener Aussage „keine Angst vor dem Teufel hatte“, bis zu 600 Kinder vor der Deportation zu retten.
Dabei kam den Helfern zustatten, dass sich damals (wie heute) eine Straßenbahnhaltestelle vor der Schouwburg befand. Wenn die Straßenbahn hielt und die Sicht versperrte, rannten sie mit einem größeren Kind an der Hand neben der Straßenbahn her und stiegen an der folgenden Haltestelle ein. Obwohl die Straßenbahnfahrer und die Passagiere dies sahen und wussten, woher die Kinder kamen, wurden sie nie verraten. Kleinere Kinder schmuggelten sie in Waschkörben oder Rucksäcken aus dem „Kinderhaus“ durch den Garten der Schule heraus.
In einem Interview sagte Johan van Hulst später: „Voor mij gaat de oorlog nooit voorbij. Ik heb met eigen ogen gezien hoe al die kinderen vertrokken [...]. En hoe twee SS’ers een Joods meisje haar speelgoedpop afpakten. Die beelden staan voor altijd op mijn netvlies gebrand.“ („Für mich ist der Krieg niemals vorbei. Ich habe mit eigenen Augen gesehen, wie die Kinder [...] fortgebracht wurden. Und wie zwei SS-Männer einem jüdischen Mädchen seine Puppe wegnahmen. Das hat sich für immer in meine Netzhaut gebrannt.“)
1972 wurde van Hulst für die Rettung der Kinder mit dem israelischen Ehrentitel Gerechter unter den Völkern ausgezeichnet. Als der israelische Ministerpräsident Benjamin Netanjahu im Januar 2012 im Rahmen eines Staatsbesuches das niederländische Parlament aufsuchte, überreichte er van Hulst eine hebräische Bibel sowie einen handgeschriebenen Dankesbrief. 
In den ehemaligen Räumen der Hervormde Kweekschool befindet sich seit 2016 das Nationaal Holocaust Museum, dessen Eröffnung Johan van Hulst beiwohnte.

### Persönliches
Ab 1936 war Johan van Hulst mit Anna Jannetta Donker verheiratet, das Ehepaar hatte zwei Töchter. Eine von beiden ist die Fernsehjournalistin Diane van Hulst (* 1939). Ein Bruder war der Komponist und Autor Gerard van Hulst (1909–1990).

#### Schachspieler
Van Hulst war ein versierter Schachspieler und Mitglied im Amsterdamer Verein Caïssa. Im Alter von zwölf Jahren lernte er Schach, 1926 gewann er das erste Turnier. Regelmäßig nahm er am Schachturnier für Ex-Parlamentarier im Rahmen des Tata Steel Chess Tournament in Wijk aan Zee teil, das er noch im Alter von 99 Jahren zum wiederholten Male gewann und wo er bis zuletzt jährlich Ehrengast war. Im Laufe seines „Schachlebens“ erreichte er bei Simultanschachpartien Remis gegen Max Euwe, Anatoli Karpow und Jan Timman. Zu seinem 100. Geburtstag erschien ein Buch, das seinen Schachaktivitäten gewidmet ist. Als einmal das Universitätsinstitut, in dem er arbeitete, von Studenten besetzt wurde, forderte er diese zur großen Verärgerung seiner Kollegen zu Partien von Simultanschach auf, um mit ihnen im Gespräch zu bleiben; später habe man gemeinsam darüber gelacht.

## Ehrungen

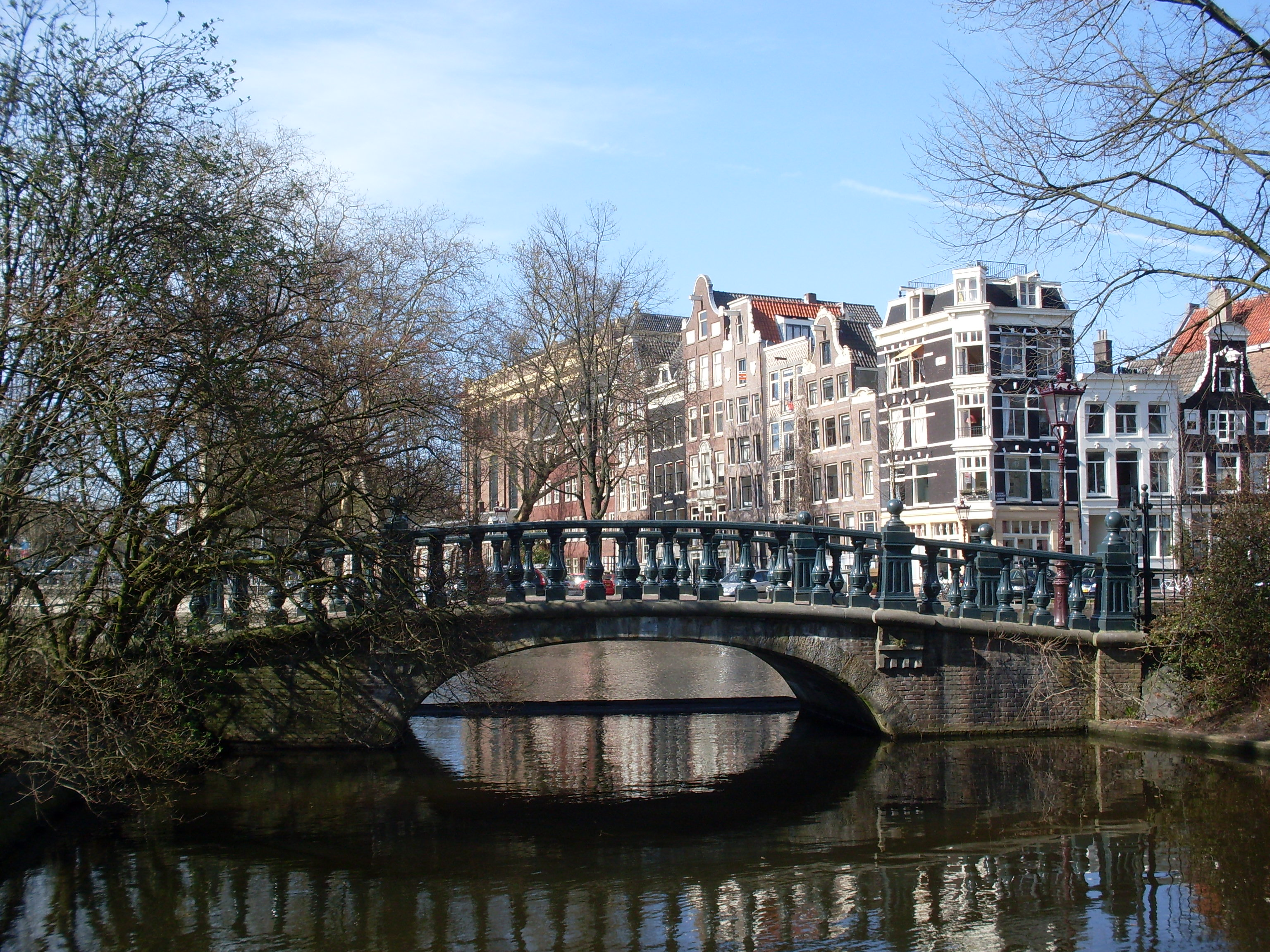
Die Johan van Hulstbrug in Amsterdam

- 1967 Ritter des Orden vom Niederländischen Löwen
- 1969 Goldmedaille Europäisches Parlament
- 1972 Gerechter unter den Völkern – Yad Vashem
- 1981 Kommandeur des Ordens von Oranien-Nassau

2016 wurde in Amsterdam die Brücke Nr. 233 am Hortus Botanicus Amsterdam, bis dahin als Westelijke Hortusbrug oder Victoria regiabrug bekannt, in Johan van Hulstbrug umbenannt.

## Publikationen (Auswahl)
- De beginselleer van Hoogvelds pedagogiek. Wolters, Groningen 1961, (Dissertation).
- Casimir – Nederlands pedagoog (= Verdiept inzicht. 13). J. M. Meulenhoff u. a., Amsterdam u. a. 1962.
- De plaats van de Christelijke school. Een gegist bestek? (= Berichten en bijdragen. Bd. 37, Nr. 1). Vereniging voor Christelijk Nationaal Schoolonderwijs, Wageningen 1962.
- Het bijbelverhaal en de kinderlijke verwondering. In: Kind en zondag. Bd. 33, Nr. 9, 1965, S. 320–321.
- De wording van een wet. In: Uitleg. Weekblad van het Departement van Onderwijs en Wetenschappen. Nr. 225, 1970, S. 5–11.
- mit Uilkje J. Rijpma-Boersma: De maatschappelijke betekenis van de onderwijzer. In: Belgisch-Nederlandse Vereniging voor de Geschiedenis van Onderwijs en Opvoeding (Hrsg.): Onderwijzers in school en maatschappij. Belgische en Nederlandse situaties in de 19e en 20e eeuw. Centrum voor de Studie van de Historische Pedagogiek, Gent 1978, S. 1–23.
- Kerkelijk antisemitisme. Enkele voorbeelden uit Nederland en Duitsland. 1920–1945. Merweboek, Sliedrecht 1990, ISBN 90-71864-10-3.
- Martinus Jan Langeveld. 30 oktober 1905–15 december 1989. In: Koninklijke Nederlandse Akademie van Wetenschappen. Jaarboek. 1991, ISSN 0169-2038, S. 154–162.